# Piesma explanatum
Piesma explanatum är en insektsart som beskrevs av Mcatee 1919. Piesma explanatum ingår i släktet Piesma och familjen mållskinnbaggar. Inga underarter finns listade i Catalogue of Life.